# Фаршеротские говоры

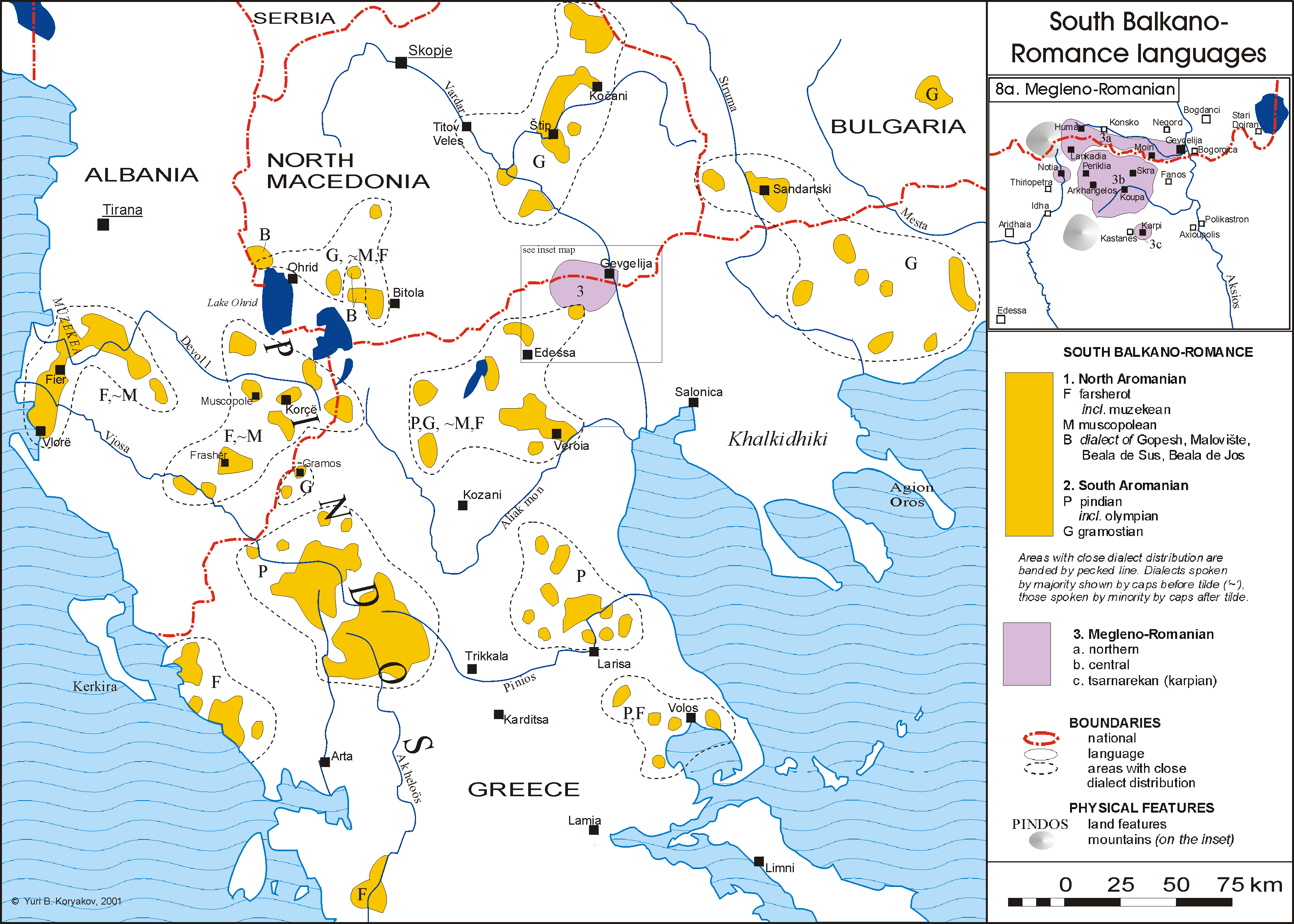
Ареал фаршеротских говоров на карте распространения арумынского и мегленорумынского языков

Фаршеротские го́воры (также фаршеротский диалект) — говоры арумынского языка, распространённые в различных районах южной Албании, в ряде районов северной, северо-восточной и некоторых других частей Греции, отчасти в юго-западных районах Македонии. Входят вместе с москопольскими и мюзекерскими говорами, а также говорами Гопеша, Муловиште, Бяла де Сус и Бяла де Жос в североарумынскую диалектную зону, противопоставленную южноарумынской зоне, включающей грамостянские, пиндские и олимпские говоры. На фаршеротские говоры значительное влияние оказал албанский язык.

## Общие сведения
Область распространения фаршеротских говоров не образует компактного ареала, она представляет собой множество мелких островных ареалов в горных районах трёх соседних стран — Албании, Греции и Македонии, чёткие диалектные границы с другими арумынскими говорами отсутствуют.

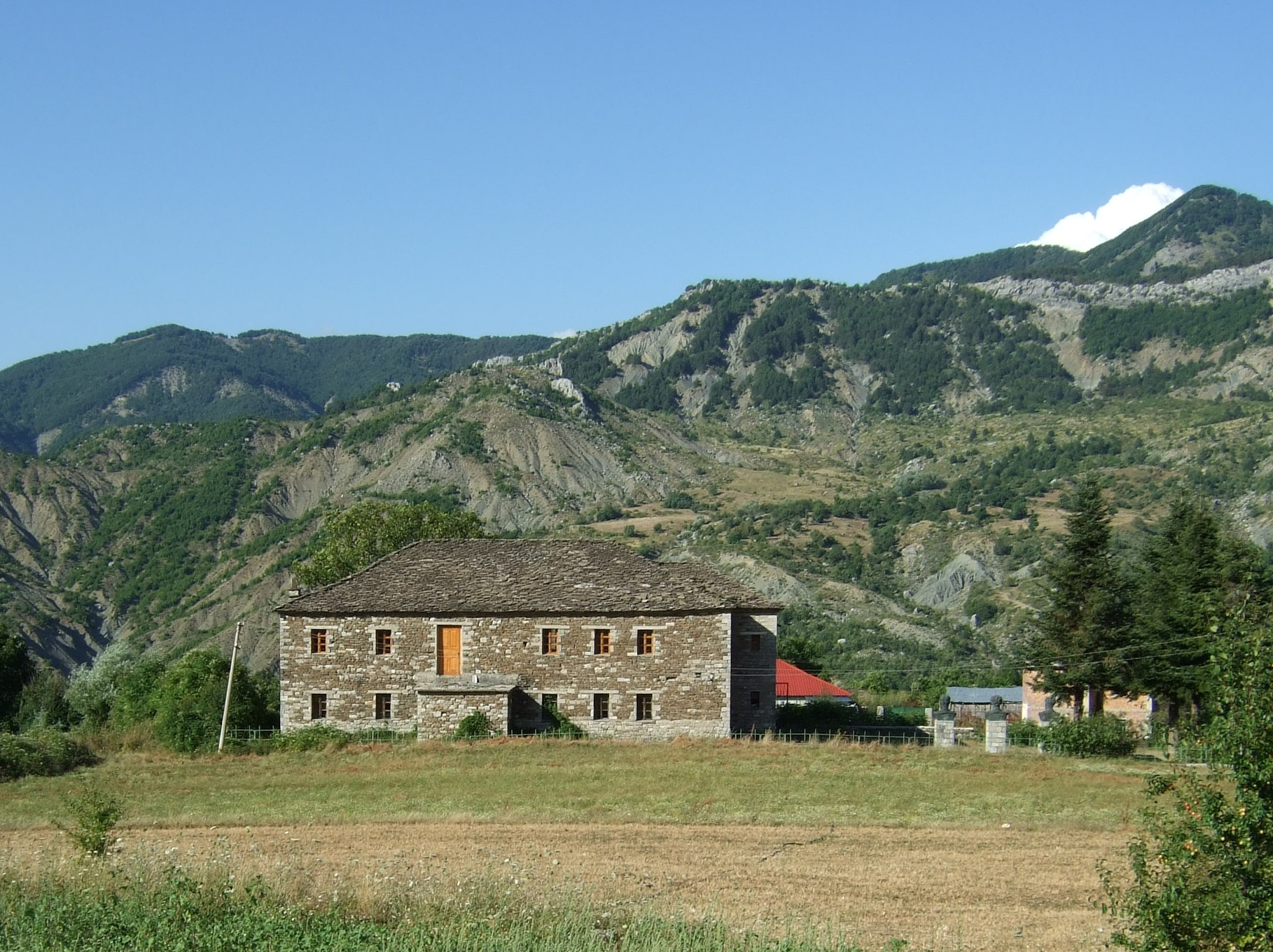
Село Фрашери, являющееся (вместе с его окрестностями) изначальным ареалом фаршеротских говоров

Среди носителей фаршеротских говоров распространено самоназвание «фаршероты» (fărşeroţi) — у арумын слабо развито национальное самосознание, а осознание языкового единства полностью отсутствует, среди арумын наряду с экзоэтнонимом «влахи» распространены самоназвания по месту исторического или современного проживания, нередко совпадающие с названиями арумынских «племенных ветвей» — фаршероты, грамостяне и другие. Название «фаршероты» происходит от названия села Фрашери в южной Албании, изначального ареала размещения фаршеротов, откуда они расселились в Эпир, Акарнанию, Этолию, Фессалию, Греческую Македонию. Часть фаршеротов, расселившаяся на равнине Мюзеке у побережья Адриатического моря, выделена Т. Папахаджи в отдельную группу мюзекеров (muzăcheari) с обособленными мюзекерскими говорами.
Согласно классификации, предложенной К. Мариоцяну, фаршеротские (F-диалекты) противопоставлены всем остальным арумынским говорам — не фаршеротским (A-диалекты). По диалектной дифференциации арумынского языка Т. Капидана фаршеротские говоры включены в североарумынскую диалектную зону.

## Диалектные особенности
Фаршеротские говоры характеризуются диалектными чертами, объединяющими все говоры североарумынского ареала:
- отсутствие противопоставления фонем /ǝ/ и /ɨ/;
- переход дифтонгов e̯a, o̯a в монофтонги: e̯a > ɛ, o̯a > ɔ.

К специфическим диалектным особенностям фаршеротских говоров относят:
- наличие фонемы /ə/ при отсутствии фонемы /ɨ/, в связи с чем слово rrău̯ в фаршеротских говорах соответствует южноарумынским arắu̯ «плохой» и arî́u̯ «река»; фаршеротское rrắpă соответствует южноарумынскому arî́pă «берег»;
- возможность произношения [u], [i] после любой группы согласных: múşcl’ u «мышца», porcu «свинья», cuscri «свояки»;
- наличие долгих гласных (их фонематический статус остаётся неясным): acā́ţă «он схватывает», bátē «он бьёт», aɣṓńa «быстро»;
- отсутствие перехода é > e̯a при наличии в исходе слова -e, -a, -ə[7];
- сохранение противопоставления согласных: /t͜s/ — /t͜ʃ/, /d͜z/ — /d͜ʒ/;
- сохранение фонем /θ/, /ð/ и /ɣ/ в заимствованиях из албанского и греческого языков;
- реализация фонемы /r/ как [r], [r:] или велярный/увулярный [R], [R:] в речи одного и того же носителя говора в одних и тех же словах; наиболее часто /r/ реализуется как [R], [R:] на месте групп /rn/, /rl/: cárne > [káR:ə] «мясо», aúrlu > [aúR:u] «я кричу», so̯árli > [sɔ́Rə] «солнце» (с определённым артиклем);
- назализация гласных, находящихся в позиции перед или после [R]: fiĉórlu > [fitʃṍRu] «юноша» (с определённым артиклем), aráfţăl’i [Rã́ft͜səɪ̯i] «закройщики» (с определённым артиклем);
- переход [mn] > [m:]: lemnu > [lem:u] «дерево», semnu > [sem:u] «знак»;
- наличие определённого артикля единственного числа мужского рода, имеющего форму -u: ómu «человек», băRbátu «мужчина» с возможными вариантами в родительном-дательном падеже: a óm(l)u(ɪ̯), a băRbát(l)u(i);
- частица a — единственный показатель падежа в формах типа a ómu, a băRbátu и т. д.